# 太行堤河
太行堤河，位于中国山东省西南部和江苏省北部，是复新河左岸支流。“太行堤”为明代为阻挡黄河向北泛滥而修建的河堤，后堤北区间水沿着太行堤南取土塘东流形成今“太行堤河”。今太行堤河源自山东省单县西南的浮岗水库，向东流进入江苏省丰县境，于丰县北部常店镇以东注入复新河。全长55公里，流域面积476平方公里。